# Аль-Баттані
Абу-Абд-алла́х-Мухамме́д ібн-Джабі́р Баттані́ (аль-Баттані) (858—929) — арабський астроном і математик.
Визначив досить точні для свого часу значення сталої прецесії і кута нахилу екліптики до екватора. У зв'язку з астрономічними обчисленнями запровадив у вжиток тригонометричні функції (синус, тангенс і котангенс).
У містах Ар-Ракка і Дамаск між 877 і 919 провів численні астрономічні спостереження. Першим запропонував методи обчислення сферичних трикутників, розвинені надалі арабськими математиками. Склав точніші, у порівнянні з тими, що існували у той час, таблиці положень Сонця, Місяця та зірок (зідж). Точніше за Птолемея визначив нахил екліптики до екватора — 23°35'41", що дуже близько до справжнього значення. Знайшов точніше значення прецесії.
Написав коментарі до «Альмагесту» Птолемея. Вніс кілька уточнень до теорії Птолемея, однак, підтримував його ідею про нерухомість Землі. Астрономічні роботи аль-Баттані неодноразово перекладалися й публікувалися в Європі.
Автор трактату «Про рух зірок».